# Komputerowa gra muzyczna

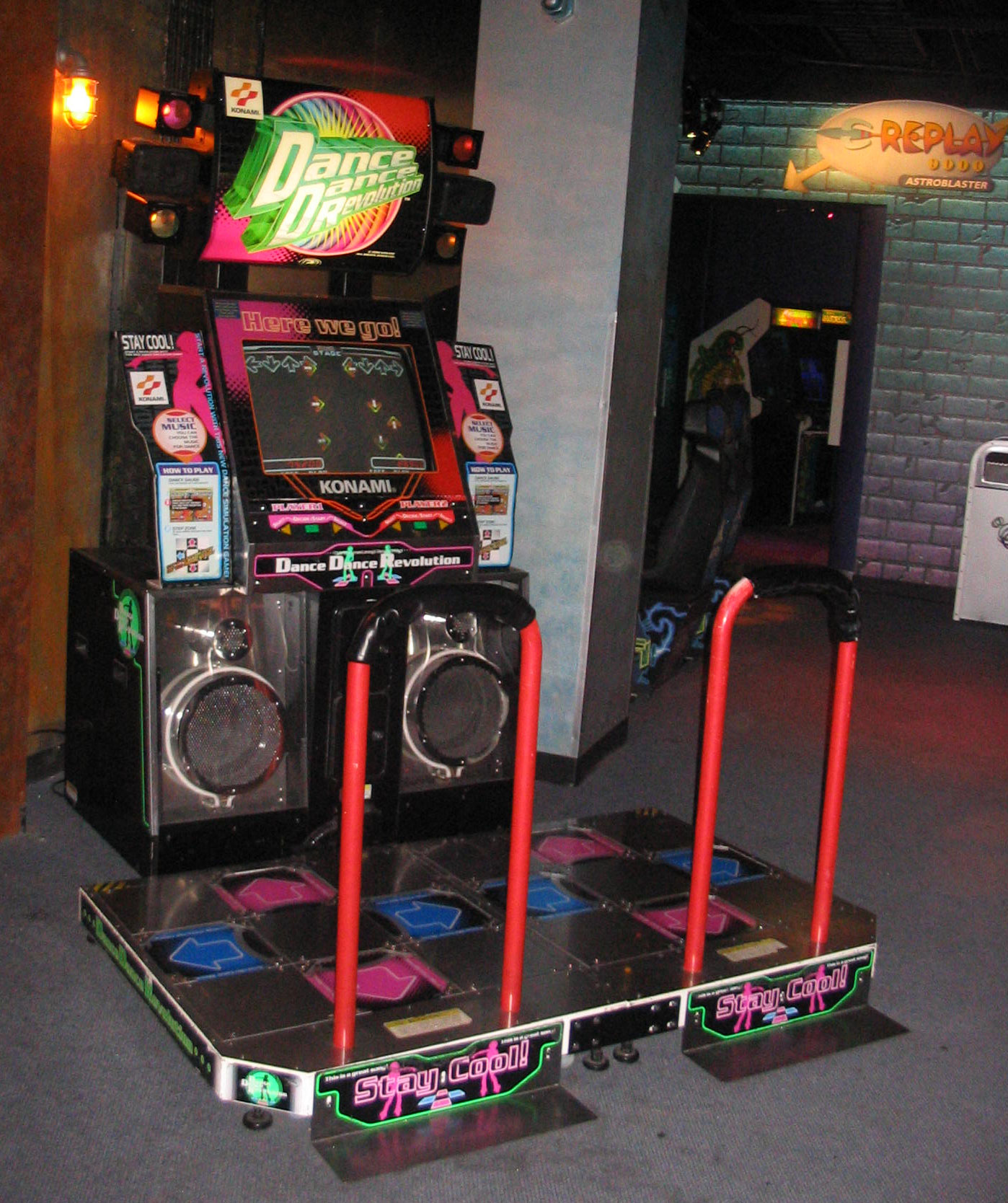
Automat do gry Dance Dance Revolution

Komputerowa gra muzyczna – typ gry komputerowej lub gry wideo, polegającej na wykonywaniu określonych czynności zgodnie z rytmem lub melodią odtwarzanego utworu muzycznego. Do czynności tych należeć mogą – wciskanie klawiszy na klawiaturze, uderzanie w panele imitujące perkusję, naciskanie stopami paneli na specjalnych platformach, wykonywanie ruchów ciałem, śpiewanie, klaskanie, itp. Niektóre gry muzyczne wymagają od graczy dużej sprawności fizycznej i kondycji, a zatem mogą pełnić funkcję urządzenia treningowego.
Zazwyczaj gry tego typu posiadają podobny schemat działania. Wyraźne miejsce na ekranie zajmuje „meta” – oznaczona linią prostą lub zestawem symboli, umieszczona zwykle przy brzegu ekranu – do której prowadzi wyznaczony podłużny tor. Na torze tym wyświetlane są symbole, płynnie przesuwające się w stronę „mety”. Zadaniem gracza jest wykonanie odpowiedniej czynności w chwili, gdy symbol dociera do „mety”. Układy symboli pojawiających się w trakcie trwania utworu zaprojektowane są tak, by symbole trafiały pod linię końcową zgodnie z rytmem lub melodią utworu. Skojarzeniem dobrze ilustrującym ten mechanizm jest zasada działania pozytywki, w której regularnie rozmieszczone nacięcia na wałku przesuwają się w stronę grzebienia emitującego dźwięki. Czynności poprawne (odpowiednie w odpowiednich momentach) powodują zwiększanie licznika punktów, zaś za niepoprawne (analogicznie) naliczane są punkty karne. Przekroczenie dozwolonego limitu błędów kończy się przerwaniem gry.
Pierwsze gry muzyczne produkowane były w postaci wolno stojących automatów salonowych. Obecnie wiele gier dostępnych jest również na konsole do gier oraz komputery.
W produkcji gier muzycznych wiodącymi firmami są Konami (Japonia) i Andamiro (Korea).
Do najbardziej znanych gier muzycznych należą:
- gry polegające na naciskaniu stopami odpowiednich paneli
  - Britney's Dance Beat
  - Dance Aerobics
  - Dance Dance Revolution[1]
  - Dance With Intensity
  - Dancing Stage
  - Disney's Jungle Book Groove Party
  - Dance 86.4: Funky Radio Station
  - Dance:UK
  - Feet of Fury
  - In the Groove
  - Martial Beat
  - Neon FM:Dance Radio
  - Pop'n Stage
  - Pump It Up[2]
  - Step Champ
  - Stepmania
  - StepManiaX
  - Technomotion
- gry polegające na wykonywaniu ruchów rękami
  - DanceManiaX
  - Groove
  - Para Para Paradise
- gry wymagające użycia zarówno nóg, jak i rąk
  - 3DDX
  - EZ2Dancer
- gry symulujące grę na instrumentach muzycznych, imitujące urządzenia DJ-skie itp.
  - Beatmania
  - DJ Wars
  - DJMAX
  - DJ Hero[3]
  - Donkey Konga
  - Drum Mania
  - EZ2DJ
  - Frets On Fire
  - Gitaroo Man
  - GuitarFreaks
  - Guitar Hero[4]
  - Guitar Jam
  - Jam With the Band
  - Keyboard Mania
  - Mad Maestro
  - Mambo A Go Go
  - NeoDrumX
  - Percussion Freaks
  - Rock Band
  - Sabin Sound Star
  - Samba de Amigo
  - Shakkato Tambourine
  - Shamisen Brothers (三味線ブラザーズ)
  - Taiko no Tatsujin / Taiko: Drum Master
- gry karaoke
  - Dream Audition
  - Karaoke Revolution
  - Singstar[5]
  - Ultrastar
  - Domowe karaoke
- gry zręcznościowe wymagające wyczucia rytmu
  - Audiosurf
  - Bust a Groove / Bust a Move
  - Frequency, Amplitude
  - Patapon
  - Pop'n Music[6]
  - Rez
  - Rhythm Tengoku
  - Osu! Tatakae! Ouendan / Elite Beat Agents / osu!
  - Vib Ribbon
- inne
  - Crackin' DJ
  - PacaPaca Passion
  - Puyo Puyo Da
  - Space Channel 5
  - Spice World
  - PaRappa the Rapper[7] / UmJammer Lammy
  - Stepping Stage
  - Technic Beat
  - Technictix
  - TeknoWerk